# M1917 경전차

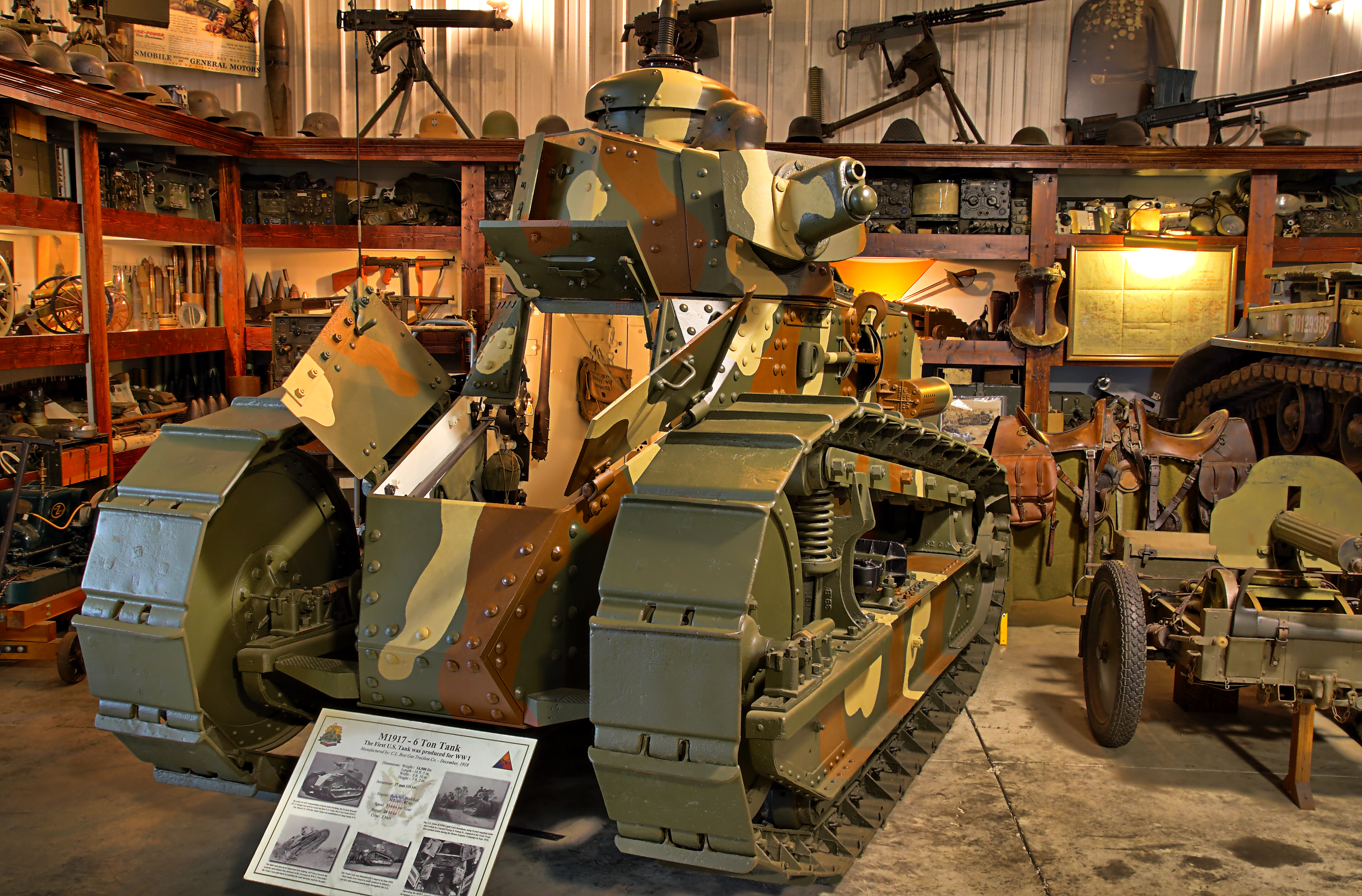

M1917 경전차는 미국 최초의 대량 생산 전차로 제1차 세계 대전이 끝나기 직전에 생산에 들어갔다. 프랑스 르노 FT 전차의 라이센스 허가받은 복제품에 가까웠으며, 프랑스에 주둔한 미국 해외 파견군 부대 무장을 위한 것이었다.

## 역사
1917년 4월 미국은 제1차 세계 대전에서 연합국의 일원으로 참전했지만, 자국 소유의 전차는 없었다. 미 육군 최초의 기갑 부대 창설 이전에 자국산 전차의 설계 및 생산 시도는 존재했지만 모두 페이퍼 플랜과 시제형으로 그쳤다. 1917년 7월에 존 조지프 퍼싱 대장을 미 원정군 총사령관으로 두어 프랑스에 파견되었는데 전장에서 영국의 Mk 시리즈와 프랑스의 르노 FT-17 및 생샤몽 전차를 접한 퍼싱 장군은 기동성과 화력을 보유한 기갑병력의 중요함을 깨달았고 이에 르노 FT-17을 구매해 1918년에 최초의 미육군 기갑부대를 창설했다. 당시 미육군 기갑부대는 경전차 부대와 중전차 부대로 나누어져 있었는데 경전차 부대는 르노 FT-17로 구성되어 있었다. 미국은 르노 FT-17을 프랑스에서 생산한 것을 구입하거나 자국에서 생산해서 사용했는데이 자국 생산형 르노 FT-17이 M1917 경전차이다. M1917 경전차는 르노 FT-17과 달리 조중수의 가시성과 장갑의 방호력을 일부 향상시켰고 르노 엔진을 미국의 부다 엔진으로 교체했다.